# Gallusovo nabrežje
Gallusovo nabrežje je eno izmed nabrežij na vzhodnem bregu Ljubljanice v starem mestnem jedru Ljubljane. Ulica je poimenovana po slovenskem renesančnem skladatelju Jakobu Gallusu (1550–1591).

## Zgodovina
Ulica se je do leta 1923 imenovala Nabrežje sv. Jakoba.

## Lega
Cesta poteka od križišča Cankarjevega nabrežja, Čevljarskega mostu in ulice Pod Trančo proti jugu do križišča Zoisove ceste pri Šentjakobskem mostu z Grudnovim nabrežjem.

## Stranske ulice
Gallusovo nabrežje s Starim trgom od severa proti jugu povezujejo naslednje ulice:
- Kleparska steza .
- Vodna steza
- Stiška ulica (po Stiškem dvorcu, ki je ob ulici)

## Pomembnejše zgradbe in objekti
- Skulptura Tivolska riba[3]
- Gastronomski in trgovinski obrati[4]